# Claude Ballin (1661-1754)
Claude Ballin (ur. 1615 w Paryżu, zm. 1678 tamże) – francuski odlewnik i cyzeler, wybitny przedstawiciel rokoka. Cyzelował reprezentacyjną koronę na koronację Ludwika XV. Popularność przyniosła mu praca wykonana w 1726 dla namiestnika Lombardii, marszałka Donon. Była to ozdoba stołu - surtout  de table, której tematem było święto Comusa. Wśród jego najbardziej znanych dzieł znajduje się  surtout  de table ze scenami myśliwskimi wykonane w 1741 dla króla Hiszpanii oraz surtout  de table wykonane w 1752 dla ambasadora Hiszpanii. Ballin pracował dla różnych dworów królewskich. Był siostrzeńcem Claude'a Ballina (1615-1678). 